# Araeopteron flaccida
Araeopteron flaccida là một loài bướm đêm trong họ Erebidae.